# John Meyers
Edward John Meyers (* 28. Juni 1880 in Cincinnati; † Februar 1975 in Volusia) war ein US-amerikanischer Schwimmer und Wasserballspieler.

## Karriere
Meyers war 1904 Teilnehmer der Olympischen Spiele in St. Louis. In der Individualdisziplin über 1 Meile Freistil nahm er am Finale teil. Auch für den Wettkampf über 880 Yards Freistil war der US-Amerikaner gemeldet, trat aber nicht an. Mit der Mannschaft vom Missouri Athletic Club nahm er außerdem am Wettbewerb im Wasserball teil. Hier sicherte sich das Team die Bronzemedaille.
Neben dem Schwimmsport arbeitete Meyers als Maschinenbauer.